# Mamadou et Bineta

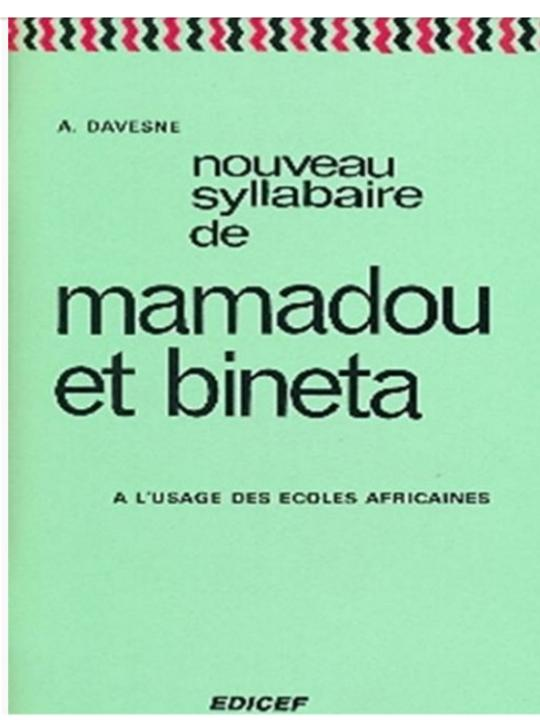
Page de couverture du livre de couleur bleue avec l'inscription Mamadou et Bineta / livre pédagogique en Afrique de l'Ouest francophone.

Mamadou et Bineta est un livre éducatif d'André Davesne utilisé en Afrique. Les éditions de 1979 sont encore utilisées en 2005 dans les écoles du Mali, malgré tous les développements pédagogiques des cinquante dernières années.
Une nouvelle édition intitulée Mamadou et Bineta sont devenus grands est parue en 2010.
Mamadou et Bineta est aussi le nom d'une association d'aide à la scolarisation d'enfants au Mali.